# اینترفرون گاما
اینترفرون گاما (انگلیسی: Interferon gamma) یکی از اینترفرون‌ها است. اینترفرون‌ها نوعی از پروتئین ها هستند که سلول‌های میزبان در پاسخ به تهاجم عامل بیماری‌زا (مانند ویروسها، باکتری، انگل و سرطان) آزاد ساخته و موجب تحریک سیستم ایمنی و افزایش مقاومت بدن می‌شوند. اینترفرون‌ها از دسته سایتوکاینها می‌باشد.
اینترفرون گاما (IFN-γ) از اینترفرونهای تیپ دو است.این اینترفرون نقشی اساسی در ایمنی ذاتی و ایمنی تطبیقی در برابر ویروسها، برخی باکتریها و پروتوزوآها دارد. این اینترفرون موجب تحریک ماکروفاژها و بیان مجموعه سازگاری بافتی اصلی کلاس دو می‌شود.